# أفاينيو
بلدية أبينْيُو (بالكاتالانية: Avinyó) هي إحدى بلديات مقاطعة برشلونة، والتي تقع في منطقة كاتالونيا، شرق إسبانيا.
يبلغ عدد سكانها 2.190 نسمة وفقاً لإحصائية سنة (2007).